# Bernadette Chirac

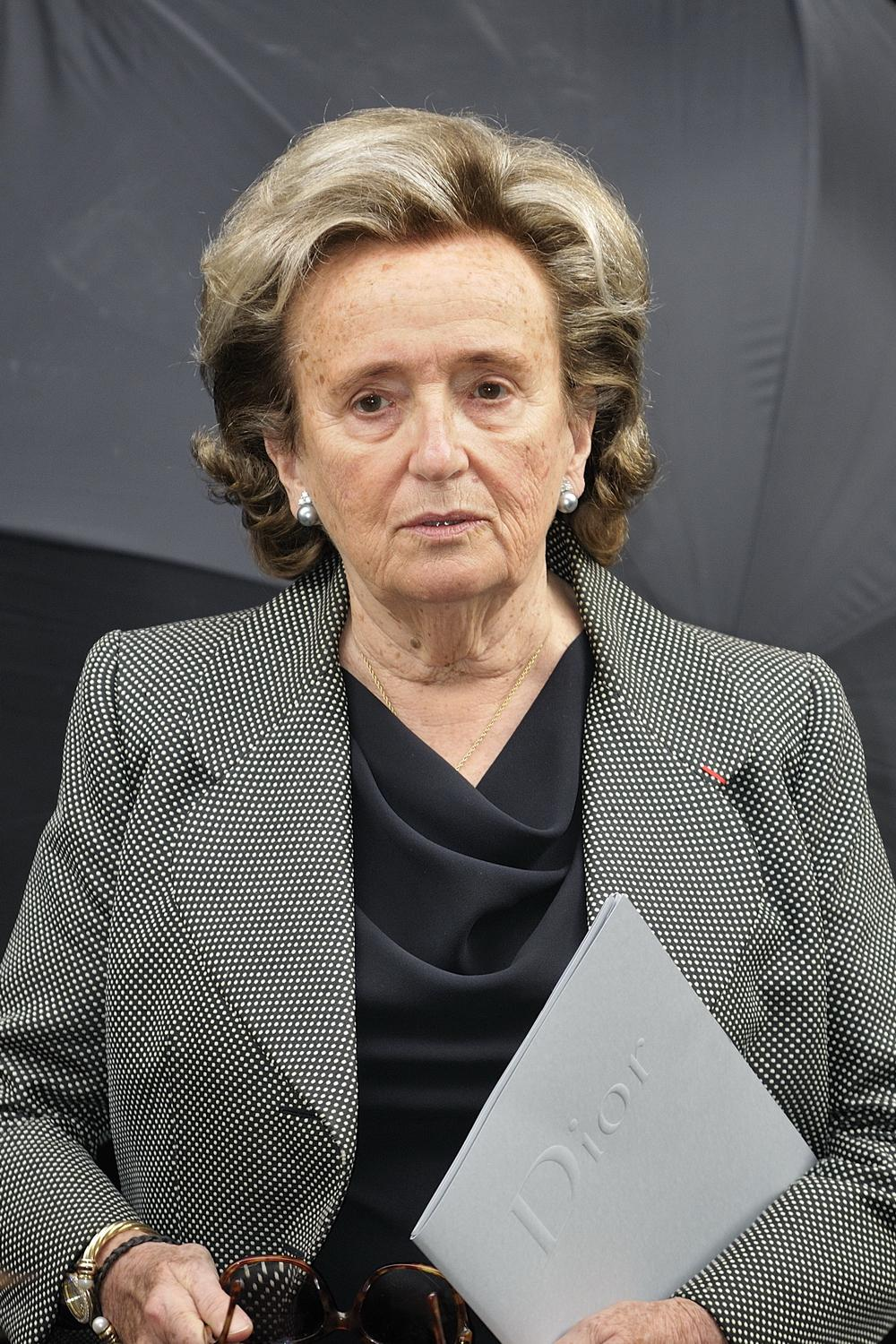
Bernadette Chirac (2009)

Bernadette Chirac (* 18. Mai 1933 in Paris als Bernadette Chodron de Courcel) ist eine französische Politikerin, die insbesondere auf kommunaler und departementaler Ebene tätig war, und die Witwe des früheren (22.) französischen Staatspräsidenten Jacques Chirac. Sie war somit vom 17. Mai 1995 bis 16. Mai 2007 Première Dame de la République Française (erste Frau der Republik Frankreich).

## Leben und berufliche Entwicklung
Bernadette Chirac wurde als Tochter von Jean-Louis Chodron de Courcel (1907–1985), dem Verkaufsdirektor einer Fabrik für Porzellanknöpfe, und Marguerite de Brondeau d’Urtières (1910–2000) geboren. Ihr Vater entstammte einer ursprünglich lothringischen Familie der Bourgeoisie, die Notabeln, Diplomaten, Militärs und Unternehmer hervorgebracht hat und von Napoleon III. 1852 das Adelsprädikat de Courcel verliehen bekam. Die Familie der Mutter gehörte zur Noblesse de robe, einer ihrer Vorfahren war Samuel Bernard. Sie war das älteste von drei Kindern; ihre Schwester Catherine wurde 1946, ihr Bruder Jérôme 1948 geboren.
Nach dem Abschluss ihres Studiums am Institut d’études politiques de Paris heiratete sie am 16. März 1956 Jacques Chirac, den sie dort als Kommilitonen kennengelernt hatte. Sie bekamen 1958 und 1962 zwei Kinder; die Vietnamesin Anh Đào Traxel adoptierten sie um 1979.
Auf Antrag der Kinder erhielt Bernadette Chirac die internationale Auszeichnung als Kavalier des Ordens des Lächelns. Im Februar 2008 wurde ihr die Puschkin-Medaille, eine staatliche Auszeichnung Russlands, verliehen.

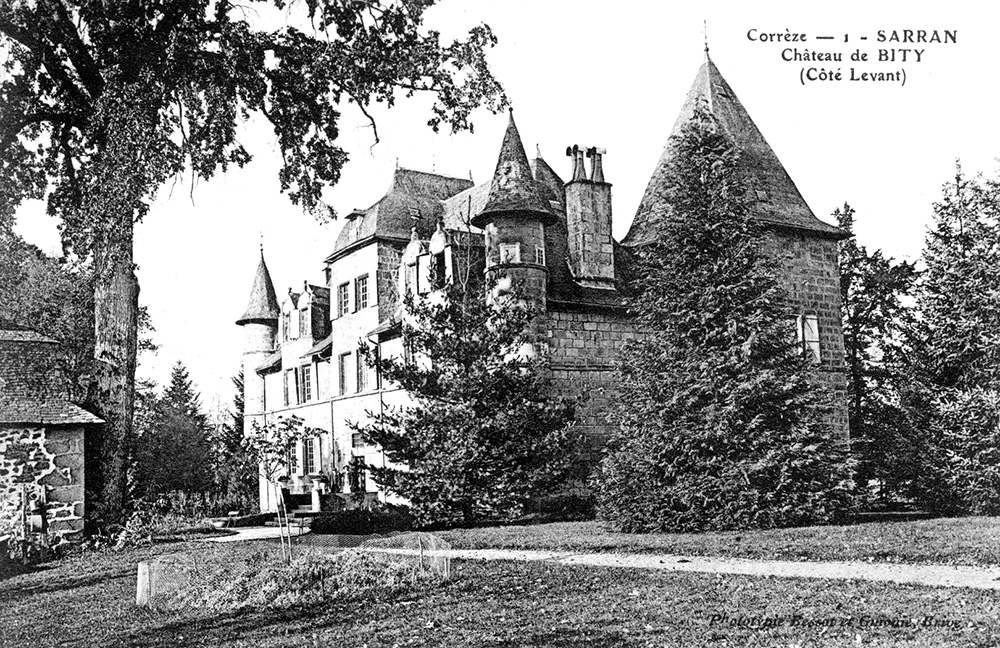
Château de Bity

Im März 1969 erwarb das Ehepaar Chirac als Landsitz ein kleines Renaissanceschloss im Département Corrèze, das Château de Bity bei Sarran. Der Kauf eines Schlosses, nach monatelanger Suche, war die Wahl von Bernadette Chirac und ihrem Vater Jean-Louis Chodron de Courcel – trotz Jacques Chiracs mangelnder Begeisterung für eine solche Immobilie. Jacques Chirac war damals Staatssekretär im Wirtschafts- und Finanzministerium des Kabinetts Couve de Murville. Der Staatspräsident Georges Pompidou ließ aus diesem Anlass gegenüber Chirac die Bemerkung fallen: „Wenn man für sich in Anspruch nimmt, Politik zu machen, schafft man es, kein Schloss zu besitzen, es sei denn, es befindet sich seit mindestens Ludwig XV. im Familienbesitz“. − Allerdings war der Bauherr von Chiracs Schloss im Jahr 1579 ebenfalls ein ehrgeiziger bürgerlicher Politiker gewesen, Pierre Dupuy, Rat am Präsidialgerichtshof in Tulle. Chirac selbst empfing als Staatspräsident im Oktober 1999 den chinesischen Staatspräsidenten Jiang Zemin zu einem Privatbesuch auf dem Schloss.
2023 erschien der französische Spielfilm Bernadette, in dessen Mittelpunkt Chiracs Leben als Première Dame steht. Bernadette Chirac wird in dem Film von Catherine Deneuve verkörpert.

## Politische Ämter
- 1971: Wahl in den Gemeinderat von Sarran (Département Corrèze in Zentralfrankreich)
- 1977: Stellvertretende Bürgermeisterin von Sarran
- 1979: Wahl in den Conseil général des Départements Corrèze, wiedergewählt 1992, 1998 und 2004
- 1990: Gründerin und Vorsitzende der Association le Pont Neuf, einer Gesellschaft zur Förderung des Austausches zwischen Europäern und Asiaten
- 1994: Vorsitzende der Fondation Hôpitaux de Paris-Hôpitaux de France, einer Wohlfahrtsorganisation